# ...du/aut...
...du/au..., ...du/aut... o ...du/auti... es el nombre incompleto de un Sumo sacerdote de Amón en Tebas, que ejerció de c. 860 a 855 a. C., durante el periodo de la Dinastía XXII del antiguo Egipto.
Sumo sacerdote de nombre desconocido, hijo de Horsiese I, del que solo se preservó un fragmento grabado en la parte inferior del sarcófago de granito hallado en Coptos.
Fue sucesor del sumo sacerdote de Amón en Tebas Horsiese I y le siguió en el cargo Nimlot II, un hijo de Osorkon II.
Era coetáneo de Osorkon II.

## Otras hipótesis
Podría tratarse de Usermaatra - Padibastet.

## Titulatura
| Titulatura | Jeroglífico | Transliteración (transcripción) - traducción - (referencias) |

| R8 | U36 | D1 · Q3 · N35 | M17 | Y5 · N35 | N5 · Z1 | M23 | X1 · Z2s | R8 | HASH |

| R8 | U36 | D1 · Q3 · N35 | M17 | Y5 · N35 | N5 · Z1 | M23 | X1 · Z2s | R8 | HASH |